# Prionapteron
Prionapteron är ett släkte av fjärilar. Prionapteron ingår i familjen Crambidae.
Kladogram enligt Catalogue of Life:
| Prionapteron | \| \| Prionapteron sinensis \| \| \| \| \| \| Prionapteron tenebrella \| \| \| \| |
|              | \| \| Prionapteron sinensis \| \| \| \| \| \| Prionapteron tenebrella \| \| \| \| |
|              | Prionapteron sinensis                                                             |
|              |                                                                                   |
|              | Prionapteron tenebrella                                                           |
|              |                                                                                   |